# Faustino Ansay
Faustino Ansay (ocasionalmente citado como Anzay) (Zaragoza, España, 1765 - 1840) fue un militar español que ejerció cargos militares y administrativos en el Virreinato del Río de la Plata en los últimos años de la etapa colonial. Pasó largos años prisionero de los independentistas argentinos.

## Carrera militar y administrativa

### En España
Ingresó al ejército en el regimiento de dragones de Villaviciosa con el que participó en el sitio y captura de la isla de Menorca y el castillo de San Felipe el 4 de febrero de 1782. Tomó parte en el bloqueo al Peñón de Gibraltar donde ascendió al grado de sargento en julio de 1782.

### En Buenos Aires
Llegó a Buenos Aires en 1794. El 13 de mayo fue nombrado como alférez agregado y graduado del Regimiento de Dragones de Buenos Aires.

### En Santa Fe
En 1779, el virrey Vértiz había implementado reformas progresivas en las milicias pagas llamadas Blandengues, cuerpo que se transformó en “veterano” por Orden Real del año 1784. Al comenzar una nueva guerra con Gran Bretaña, en 1797, Sobremonte aumentó la fuerza de los Blandengues de Buenos Aires y de Santa Fe. Con la idea de centralizar el mando, se creó una Comandancia de Fronteras y, siguiendo las ideas de Carlos III de crear “pueblos defensivos”, se buscó territorializar el control militar en las zonas críticas de Buenos Aires, sur de Santa Fe, Córdoba y Mendoza.
Otro de los objetivos fue fortalecer a las autoridades superiores frente a los Cabildos locales, para lo cual se intentó contar en los mandos superiores con oficiales veteranos y peninsulares. En cierta medida esto produjo un cambio en el estatus de esos cargos, lo que atrajo a los jóvenes de las elites locales. Este proceso dio lugar a la criollización de la oficialidad de los Blandengues. En este entorno, el 17 de agosto de 1798, Faustino Ansay figuró prestando servicios como Ayudante Mayor de la Compañía de Blandengues y Sargento Mayor en Santa Fe, según el acta del cabildo de esa ciudad. Así, la Compañía de Blandengues santafesina fue una excepción, porque de los siete mandos, cuatro eran peninsulares y tres rioplatenses, mientras que diez años atrás la relación había sido de uno a seis.

### En Mendoza

#### Expansión de la frontera sur
El 16 de abril de 1800 fue nombrado Comandante de Armas de la Frontera de Mendoza, cargo que el cabildo reconoció el 6 de diciembre de 1800. El 22 de octubre del mismo año, Sobremonte, en su calidad de Subinspector General de Armas, lo nombró Comandante primero del Regimiento de voluntarios de caballería de Mendoza. Ansay asumió el mando en un momento en que la frontera sur de Mendoza gozaba de un largo periodo de paz como consecuencia de los tratados firmados con las naciones indígenas en las décadas de 1780 y 1790. Esta estabilidad indujo a la elite mendocina y las autoridades virreinales a proyectar una nueva etapa expansiva de la frontera sur. A esto se agregó la necesidad comercial de encontrar una ruta más corta y utilizable todo el año para el intercambio con Chile que sirvió además de pretexto para explorar las posibilidades económicas de territorios desconocidos que estaban bajo control indígena. Se pensó además que la presencia de comerciantes que cruzaran el territorio indígena facilitaría la instalación de puntos estratégicos y mejoraría la relación con esas poblaciones.
Con ese objetivo manifiesto, el 26 de noviembre de 1802, José́ Santiago de Cerro y Zamudio partió de Talca y cruzó la cordillera por un paso que solo era conocido por indígenas y criollos chilenos y salió a las nacientes del Río Grande, en Malargüe, desde donde llegó a Mendoza. En febrero y marzo de 1804, el capitán José Barros cruzó por territorio neuquino. Entre abril de 1804 y enero de 1805, Justo José Molina viajó de Chillán a Buenos Aires. En 1806, Luis de la Cruz, alcalde de Concepción, llegó a Melincué. Todos estos viajes fueron hechos cumpliendo las normas protocolares establecidas con los caciques de las zonas contando, en algunos casos, con pasaportes expedidos por Ansay. Sin embargo, el olvido progresivo de que las relaciones con los indígenas no eran las de súbditos fieles sino de aliados, produjo que se fueran postergando los “parlamentos” y agasajos que eran la base de las relaciones diplomáticas entre caciques y autoridades virreinales.
Además, al momento en que Ansay asumió su cargo las limitaciones presupuestarias eran importantes lo que reducía sus posibilidades. A fines del año 1800, acompañado por Francisco Barros, experimentado capitán de amigos, Ansay intervino como mediador en una rencilla intertribal. El “capitán de amigos”, una institución híbrida del reino de Chile, era un funcionario militar cuya tarea consistía en servir de intermediario entre las naciones indígenas y las autoridades españolas, además era el intérprete oficial en los parlamentos y actuaba como pacificador en caso de conflicto. Al fallecer Barros, a principios de 1802,  los caciques reclamaron que se nombrara a su hermano Nicolás como nuevo capitán de amigos, lo que Ansay rechazó diciendo que no estaba capacitado para el cargo. Pese a un agasajo para reforzar su argumento, que pagó de su propio bolsillo, y al enojo que manifestó por el alboroto producido, Ansay tuvo que dar nuevos regalos que tampoco resultaron suficientes. Volvieron a reclamar el nombramiento de un reemplazante amenazando esta vez con retirarse a la sierra y a Chile. Ansay reaccionó en forma airada pero finalmente terminó proveyéndoles de vino y aguardiente, aunque en cantidad limitada para mantener “la mejor armonía”. En concreto, sin renovar los parlamentos, sin nombrar un nuevo capitán de amigos y sin saber que de esta manera desprestigiaba a los caciques por no dar una compensación razonable a los deudos de los familiares muertos, acuciado además por problemas presupuestarios que no podía resolver, Ansay intentó sortear todos los problemas con alcohol. Cuando la pehuenche María Josefa, respetada por su alcurnia, viajó a Buenos Aires, se quejó personalmente a Sobremonte por la conducta avara y autoritaria de Ansay. El virrey tomó dos medidas: a) reprendió por nota a Ansay, pidiéndole que la asistencia en comida fuera más abundante que la de bebida y, b) nombró al pehuenche fray Francisco Inalicán y a Miguel Télez Meneses como mediadores por su buena relación con los indios. El capitán Teles de Meneses era un militar portugués capturado en 1777 e internado en Mendoza donde se quedó a vivir. Con los años terminó desempeñándose  como comandante de las milicias urbanas de Mendoza y al que, con buen criterio, Sobremonte decidió nombrar como comandante de frontera de Mendoza en reemplazo del iracundo Ansay, que mantuvo su cargo de comandante de armas. Sobremonte consideró que estas medidas facilitarían la instalación de un fuerte y poblado en las confluencias del río Atuel y Diamante, hito fundamental para consolidar el avance hacia el sur. El 2 de abril de 1805 se fundó, junto con el teniente coronel Miguel Teles Meneses, al fuerte San Rafael del Diamante, nombre puesto en honor al Virrey Sobremonte.

#### Relevamiento de caminos
A fines de 1801, como consecuencia del incremento del tránsito comercial desde Buenos Aires y el Litoral hacia Mendoza, Chile y Perú, y viceversa, se necesitó verificar el estado de los tres caminos que partían de San Luis rumbo a San José de Corocorto, hoy La Paz, en Mendoza. El objetivo era evaluar cuál era el mejor para el tránsito de las carretas.
Esa tarea fue realizada por Ansay, que la inició el 21 de diciembre de 1801 y la finalizó el 23 de junio de 1802. En tres Diarios separados describió cada camino con gran detalle, midiendo las distancias, el estado, la vegetación y el tipo de suelo, en tramos de 80 y 240 metros. Los caminos en cuestión eran: a) el llamado “de los Arrieros” que salía de San Luis hacia el norte, cruzaba el río Desaguadero y se dirigía hacia Corocorto con dirección suroeste; b) el denominado de la “Travesía del Medio” o “Camino Real” que con dirección oeste iba del puente del río Desaguadero a Corocorto; c) el llamado “camino del Bebedero”, que por el sureste bordeaba el río Tunuyán que por entonces ya había cambiado su curso al actual.
El 23 de julio de 1802, Ansay informó al virrey Joaquín del Pino que la tarea había concluido como así también los planos que realizó el teniente coronel de milicias Julio Ramón de César.

#### Invasiones inglesas
Durante las Invasiones Inglesas, por orden del virrey Sobremonte, Ansay partió hacia Buenos Aires el 16 de julio de 1806 con un contingente de 400 milicianos, pasó por las guardias de Rojas y Salto con el objetivo de reunirse con las fuerzas que venían de Córdoba en la guardia de Luján pero, por falta de caballos, tuvo que detenerse en el fuerte de San Claudio de Areco. El 23 de agosto seguía en ese lugar, donde recibió la orden de permanecer hasta nuevo aviso. El 7 de septiembre de 1806, Ansay recibió una comunicación de Sobremonte en la que le ordenaba, como parte de la primera etapa del Plan de Internación, esperar 400 prisioneros ingleses que debía conducir, 200 a San Juan y 200 a Mendoza, y que ya habían salido de Buenos Aires el día 3. Debía custodiar esos prisioneros hasta su destino con las tropas que había traído desde Mendoza. Inútiles fueron las objeciones de Ansay, respecto de que carecía de armas, hombres, medios de transporte y lugar de alojamiento, tanto en Mendoza como en San Juan. Con estos prisioneros iban además unas 41 mujeres y aproximadamente 25 niños.
A fines de 1806 Ansay contrató a Melchor Videla para que en el plazo de 26 días transportara a Buenos Aires trescientos quintales de pólvora "en trece carretas y cinco tercios de otra" con un costo de 200 pesos por carreta. Se estableció un premio de 50 pesos por cada día que ganara e igual monto de descuento por cada día de demora. Esta partida ingresó a Buenos Aires en la segunda quincena de enero de 1807. Una segunda partida de cuatrocientos quintales de pólvora, conducida por José de Pasos, ingresó a mediados de febrero. Trajo también plomo y armas.

#### Prisioneros ingleses
Desde que llegaron los prisioneros ingleses a Mendoza, el cabildo presionó al comandante Ansay para que aumentase las medidas de vigilancia y los traslade a otros lugares: Luján de Cuyo, Arboleda, fuerte de San Carlos, incluso San Juan y San Luis. El argumento que esgrimían era: 1) la pericia militar de los prisioneros; 2) la gran probabilidad de que se sublevaran y pudieran conquistar Córdoba; 3) las preguntas sospechosas que hacían sobre distancias, cantidad de armas, etc.; 4) la probable alianza con prisioneros detenidos en San Juan; 5) el peligro de un acuerdo con los indígenas del sur para que les sirviera de guías para llegar al Atlántico y volver sobre Buenos Aires. El 15 de noviembre de 1806, el cabildo se reunió con Ansay quien, para tranquilizarlos, propuso trasladar los prisioneros a Luján lo que además tenía la ventaja de ahorrar recursos. Al día siguiente, el cabildo apeló al virrey enviando un extenso oficio donde detalló sus temores. El 9 de diciembre, Sobremonte pidió al cabildo que tranquilice al pueblo mendocino. Cuando el 3 de febrero de 1807, Montevideo cayó en poder de los ingleses, volvieron los reclamos del cabildo. Esta vez se dirigieron al gobernador de Córdoba, lo que motivó que éste llamara la atención a Ansay. Cuando las noticias del ataque inglés a Buenos Aires llegaron a Mendoza, el cabildo preguntó a Ansay qué pasaría si los prisioneros ingleses se enteraran de que sus compatriotas habían tomado la capital.
En una nota del 19 de julio de 1807, Ansay aclaró que los prisioneros mantuvieron la subordinación desde que llegaron a Mendoza, que su número era mínimo en relación con la población y que Mendoza debía colaborar con la custodia y no pretender librarse, por “comodidad” más que por el costo, de esa obligación. Aclaró que la responsabilidad de la custodia le pertenecía y que cumplía con las órdenes de sus superiores. Además, propuso que si se deseaba mayor seguridad debían aumentarse los recursos, especialmente para destinarlos a las instalaciones en Luján.
En Luján convivían prisioneros, mujeres y niños con 25 milicianos de custodia. Si hubieran querido escapar o sublevarse lo podrían haber hecho sin mucho esfuerzo. Los prisioneros se opusieron a ser llevados a Arboleda, un lugar donde no existía posibilidad de abastecimiento, donde la distancia de 200 kilómetros de Mendoza era enorme y carecía de instalaciones. A fines de 1806, Ansay logró un acuerdo con el comandante de San Juan para enviar a ese destino 100 prisioneros que permanecieron allí siete meses hasta su repatriación. A San Luis pudo enviar unos 39 prisioneros pese a la fuerte oposición de sus autoridades que hasta se negaron a pagar parte de los costos del traslado.
Ansay estableció una serie de normas para controlar a los prisioneros. En una de ellas prohibió el ingreso de bebidas alcohólicas al cuartel o que los prisioneros y sus mujeres salieran del mismo para ir a las fondas a embriagarse. También insistió sobre el aseo del lugar y las personas, tanto de los prisioneros como de los custodios. El problema de la embriaguez fue una constante. Existió un pequeño grupo de músicos ingleses que como tales tenían un trato especial. Animaban fiestas en casas particulares y en la del mismo comandante.
Muchos ingleses desertaron de las columnas que los volvían a Buenos Aires para repatriarlos. Algunos retornaron a Mendoza donde se instalaron. Cinco años después, San Martin creó con ellos una compañía de “Cazadores ingleses” que según un parte del 5 de octubre de 1815 contaba con 4 oficiales y 51 suboficiales y soldados.

#### Subdelegado de la Real Hacienda y Guerra
Desde fines de diciembre de 1808 asumió también el cargo de subdelegado de la Real Hacienda y Guerra. Todos estos cargos dependían del gobernador de la intendencia de Córdoba del Tucumán y solo excepcionalmente del Subinspector General de Armas o del Virrey.

## La Revolución de Mayo

### Sucesos de junio y julio de 1810
Pese a no existir prueba alguna es factible que las noticias del movimiento juntista de mayo hayan llegado a Mendoza el 6 de junio a través de comerciantes provenientes de Buenos Aires. Pero recién el 13 de junio, al atardecer, llegó a Mendoza el comandante de frontera Manuel Corvalán trayendo las comunicaciones oficiales de la Junta Provisional Gubernativa, del cabildo de Buenos Aires y un oficio de Cisneros. El 14 de junio llegaron oficios del gobernador Gutiérrez de la Concha fechados el día 5 y dirigidos al cabildo y a Ansay en el que fijaba su posición de desconocer a la Junta Provisional Gubernativa considerando que su creación había sido abusiva y forzada la destitución del virrey Cisneros. Pidió sostener el orden y la obediencia a las “legítimas autoridades". Este oficio, en cierta medida, determinó el accionar futuro de Ansay y de los otros dos funcionarios reales: Domingo Torres y Harriet, Tesorero de las Reales Cajas de Mendoza, cargo que ejercía desde diciembre de 1803, y el contador Joaquín Gómez de Liaño,  ministro Contador de las Reales Cajas, cargo que ejercía desde diciembre de 1805 o enero de 1806.
Después de varias demoras para recabar nueva información proveniente de Córdoba y Buenos Aires, finalmente se decidió reunir un cabildo abierto el día 23 de junio de 1810. Con la participación de sólo 38 miembros de la elite mendocina, sin contar a los cinco cabildantes y los tres funcionarios reales, el cabildo abierto determinó obedecer la “real orden” (sic) enviada por el virrey Cisneros que pedía nombrar y enviar un diputado para constituir un gobierno en Buenos Aires. No se dudó de que el cambio de gobierno en la capital era semejante a los que habían ocurrido legalmente en la península en 1808, por lo que la disputa en Mendoza se planteó en términos de los que estaban a favor o en contra de un cambio de gobierno. Ansay y sus colegas no tuvieron otra opción que oponerse siguiendo la postura del gobernador de Córdoba que negaba toda legalidad al gobierno provisional.
Esa misma noche, un grupo de personas se reunieron en la casa del alcalde de segundo voto Manuel Godoy y Rojas manifestando que el “pueblo” sentía temor de que Ansay, siguiendo órdenes del gobernador de Córdoba, pudiera utilizar las armas que seguían en su poder. A tal efecto decidieron enviar un emisario para que las pusiera a disposición del cabildo. Ansay se opuso pero luego se hizo presente otro emisario con una nota de los alcaldes de primer y segundo voto. Ansay aceptó entonces entregar lo solicitado para evitar un posible derramamiento de sangre. El español peninsular Isidro Sáenz de la Maza fue nombrado comandante de armas.
Ansay reprochó a los miembros del cabildo que permitieran que una minoría congregada al margen hubiera degradado la autoridad de esa institución siendo cómo era representante de todo el pueblo. El día 27, Ansay hizo entrega de las armas. Ese día, el cabildo envió una nota a la Junta Provisional en la que explicó la demora en responder y pidió que no se alterara la quietud ni “el giro de sus producciones”. Solicitó se liberara de sospechas a Ansay porque, como militar, estaba obligado a cumplir las órdenes de su jefe inmediato. Ansay hizo lo mismo afirmando que no se debía dudar de su obediencia siempre que las órdenes vinieran a través de Gutiérrez de la Concha, de quién dependía.
Motivado por el oficio proveniente de Córdoba donde el gobernador le ordenó que procurara “sostener el buen orden” y a las legítimas autoridades en su ejercicio y teniendo en cuenta la escasa importancia del grupo que había presionado al cabildo para despojarlo de las armas, Ansay decidió recuperar el control del cuartel en la madrugada del 29 de junio. Con un grupo de quince adictos, entre los que figuraban algunos exmilitares británicos, que habían llegado a Mendoza como prisioneros de guerra de las invasiones inglesas, y que se habían quedado a vivir en Mendoza, ocupó, sin disparar un tiro, el cuartel. Por consejo de Gómez de Liaño y Torres y Harriet, colocó cantones en las azoteas cercanas y piezas de artillería en las bocacalles. Dando muestras de estar dispuesto a usar la fuerza para defender la posesión del cuartel, Ansay convenció a sus oponentes de la necesidad de un nuevo acuerdo. Una comitiva integrada por el cura Domingo García, el alcalde de primer voto Joaquín de Sosa y el comandante Manuel Corvalán acordó con Ansay que quedaría al mando de las armas, que se suspenderían las órdenes del gobernador de Córdoba especialmente con pedidos de soldados y que las nuevas desavenencias que pudieran producirse se corregirían “severamente”. El cabildo aprobó este acuerdo. En síntesis, se trató de no innovar hasta tanto los sucesos que se desarrollaban en Buenos Aires y Córdoba se fueran aclarando.
El 1 de julio de 1810 llegó la noticia de que la expedición militar estaba lista para salir de Buenos Aires. Nuevamente la elite quiso revisar lo acordado el 29 de junio. Ansay, sin nuevas noticias de Córdoba, acordó realizar una reunión privada y amigable en casa de un vecino destacado. A la reunión asistió Torres únicamente, ya que Ansay y Gómez de Liaño, por razones de seguridad, decidieron permanecer en el cuartel. Se firmó el documento más importante de esos meses. Se acordó:
- que el ilustre Cabildo y el comandante de armas procederían de común acuerdo, firmando en forma conjunta todas las providencias con el título de “El Gobierno”;
- que la fuerza armada seguiría a cargo de Ansay;
- que el objeto del acuerdo no era seguir “el sistema de juntas ni otro alguno” que significara cambios en la forma de gobierno legalmente establecida.[17]

Cuando el 10 de julio llegó a Mendoza el coronel Juan Bautista Morón, con orden de la Junta Provisional de interceptar armas y municiones que pudieran reforzar a Córdoba, Ansay y el Cabildo se pusieron a sus órdenes para que pudiera cumplir con esos objetivos.
El 17 de julio llegó a Mendoza un oficio del gobernador Gutiérrez de la Concha ratificando lo acordado el 29 de junio y solicitando nuevamente el envío de armas y soldados. El cabildo aprovechó la oportunidad para efectuar una reunión extraordinaria, citar a Ansay al análisis de ese oficio y plantear la necesidad de ceder el control de las armas a una persona de confianza del “pueblo”. Esta cesión se haría manteniendo el cargo y honores en poder de Ansay. Intervino en la reunión, previo permiso, el comisionado de la Junta Provisional Juan Bautista Morón, quien apoyó esa moción. Ansay aceptó su desplazamiento, que esta vez se hizo respetando la línea jerárquica, en su segundo, el teniente coronel Francisco Javier de Rosas.
El 20 de julio llegaron una serie de oficios, fechados el 9 de julio, en los que la junta provisional había ordenado el cese en el cargo, detención y traslado a Buenos Aires de Ansay y los dos ministros y nombrado los respectivos reemplazantes. Como comandante de armas, la junta provisional había elegido al teniente coronel de milicias Isidro Saenz de la Maza lo que provocó cierto malestar en la oficialidad y sectores del cabildo que lo habían acusado de no haber cuidado la seguridad cuando estaba a cargo de las armas permitiendo que con tanta facilidad Ansay se apoderara nuevamente del cuartel. Según lo relata Ansay, ese mismo día se hicieron presentes en su casa los miembros del cabildo y amigos para expresarle el reconocimiento como funcionario y vecino y el dolor ante lo que acababa de suceder, manifestándole además el apoyo a todo lo que fuera necesario. En los días siguientes, los funcionarios salientes entregaron caudales, documentación y llaves en total orden.

### Detención y marcha a Buenos Aires
El 25 de julio de 1810, Ansay, Torres y Harriet, Gómez de Liaño y dos esclavos de Ansay, partieron de Mendoza hacia Buenos Aires escoltados por doce milicianos al mando del teniente Felipe Segura. La primera escala fue Retamo, una hacienda del capitán Jacinto Godoy, donde permanecieron tres días. El 28 de julio partieron para Corocorto, donde Ansay se separó de sus ministros que continuaron el viaje en galera mientras él, para hacerlo más rápido, lo hizo a caballo. Sin entrar en San Luis, llegó a Achiras. En la madrugada del 9 de agosto se presentó sorpresivamente el capitán de caballería José Moldes que, en su viaje a Mendoza, se había enterado de que pernoctaba en esa posta. Ordenó que le pusieran grillos aunque no pudo hacerlo por no disponer de ese recurso. Cumpliendo órdenes de la Junta Provisional de embargar y vender los bienes de Ansay, hizo un detallado inventario de todo su equipaje y el dinero que llevaba cuya copia autenticada por Ansay envió a la Junta.
Al día siguiente, por orden de Moldes, el capitán de milicias de San Luis, José Narciso Domínguez, se encargó de su custodia, trasladándolo a su estancia de la Aguadilla, a 25 kilómetros de Achiras donde quedó alojado en su propia casa. Allí permaneció varios días hasta que el 14 de agosto, custodiado por un hermano de Domínguez y dos milicianos, partió a caballo hacia Buenos Aires. Todos los gastos del viaje, caballos, víveres, guardias, etc. corrieron en definitiva por cuenta de Ansay ya que se pagaron con el dinero confiscado por Moldes. En los siguientes días hicieron escalas en varias guardias donde fue bien acogido por los respectivos comandantes. Desde Melincué envió un oficio a la Junta Provisional en la que hizo un resumen de su actuación en Mendoza, de lo ocurrido con Moldes en Achiras y pidió tener la oportunidad de exponer su causa. El 27 de agosto llegó a la guardia de Rojas donde se encontró con el cirujano Francisco Rivero. Por su intermedio se enteró de la publicación, en La Gaceta del 8 de agosto, del oficio que Bernardo Ortiz había dirigido al gobierno. En ese escrito, la acusación que más lo afectó fue la que afirmaba que el día que recuperó el control de las armas había obligado a los soldados a concurrir en su apoyo amenazándolos con la pena de muerte. En ese escrito, Ortiz incriminó a Torres y Harriet como el principal instigador de lo ocurrido en Mendoza.
Al día siguiente, ya en la guardia de Salto, se enteró, por una esquela que el comandante de la guarnición había recibido del hermano de Cornelio Saavedra, de los fusilamientos en Cruz Alta. El 30 de agosto, desde San Claudio de Areco, envió un mensajero a Buenos Aires con cartas a sus amigos y se detuvo a la espera de las respuestas que llegaron tres días después. Le comunicaron que el gobierno conocía su situación y que varios amigos habían pedido por él. El 4 de septiembre se encontró, en la guardia de Luján, con el “despavorido y asustado” obispo Orellana, testigo de los fusilamientos. En los Corrales de Miserere, donde llegó el día 6, se hospedó en casa de José Besares, comerciante que conoció en Santa Fe. Desde ahí envió varias notas, una a Cornelio Saavedra anunciando su llegada y otras a amigos, preguntando cómo estaban las cosas en la capital. Con esa misma fecha, por pura casualidad, Saavedra y Moreno firmaron, en el margen del oficio que Ansay había enviado desde Melincué el 26 de agosto, el acuse de recibo con traslado a sus antecedentes. Dado que, aparentemente, podía ingresar sin cuidado a Buenos Aires, decidió hacerlo el 7 de septiembre al atardecer, presentándose en la casa de gobierno.

### Prisión en la Cuna y sentencia
Esa noche, Ansay fue conducido a la cárcel de la Cuna, nombre de la prisión ubicada frente al edificio de los Niños Expósitos en la actual calle Alsina y Perú. Esa misma noche le colocaron grillos en los pies los que además de humillantes e innecesarios apenas le permitían moverse. Al día siguiente tuvo que pagar los gastos de retorno más una gratificación al capitán Domínguez, que lo había custodiado desde Achiras hasta Buenos Aires. Dos días después llegaron a la prisión los ministros Torres y Harriet y Gómez de Liaño, trayendo algunas de sus pertenencias y dos esclavos de su propiedad. Marcos Balcarce, comandante de la guardia de la cárcel, procedió a confiscar los bienes y el dinero en poder de Ansay dejándole unos pocos pesos, unos cubiertos de plata y los dos esclavos. Pese a estar incomunicados, algunos amigos, con el permiso de las máximas autoridades a las cuales tenían acceso, lograron visitarlos. Entre ellos lo hizo Fermín Galigniana, hermano del doctor Miguel José Galigniana, compadre de Ansay y cuñado de Castelli. También lo visitó Manuel Lezica, importante comerciante y varias veces miembro del cabildo de Buenos Aires. Sin que Ansay lo supiera, también se interesó en él y en Gómez de Liaño, por ser amigo de ambos, Juan José Larramendi, vinculado con Moreno por cuestiones de amistad e intereses. Larramendi colaboró con recursos financieros para cubrir las necesidades de los detenidos.  El 24 de septiembre, Galigniana le comunicó a Ansay que el secretario Moreno le había dicho que tenía “segura la vida”.
El 26 de septiembre, a medio día, Balcarce le comunicó que el gobierno lo había depuesto de sus empleos y condenado a diez años de prisión en Carmen de Patagones. Al día siguiente salieron dos oficios, uno al gobernador interino de Córdoba y el otro al teniente gobernador de Mendoza comunicando la sentencia “para que lo haga notorio en toda su jurisdicción y quede así satisfecha la vindicta pública”.
El 1.º de octubre, Juan José Larramendi recibió del gobierno una lista de los bienes que tenía Ansay en Buenos Aires para que procediera a su valuación y remate. En la lista figuraban los dos esclavos. El día 12, desde Mendoza, Morón informó a la Junta que todos los bienes embargados a Ansay en esa localidad, entre los que figuraban tres esclavos, ya se habían subastado en forma pública y el monto ingresado a la tesorería. El 6 de noviembre, la Junta decidió pagar los salarios atrasados de Ansay desde que dejó sus cargos en Mendoza, en julio, hasta octubre de 1810. Al mismo tiempo informó a los ministros de hacienda de Carmen de Patagones que el monto fijado a Ansay para su manutención en ese presidio por todo el tiempo que durara la condena, equivalente a un tercio de su último sueldo, debía ser abonado por la tesorería de esa localidad.

## En Carmen de Patagones

### Marcha al destierro
El 13 de noviembre de 1810, al amanecer, Ansay y once presos salieron del presidio de la Cuna, en Buenos Aires, en medio de una formación de soldados dirigidos por Balcarce. El grupo iba custodiado por el capitán José Mármol del regimiento de dragones. La primera parada, que duró tres días, se produjo a unos 15 kilómetros de la capital, en la estancia de un inglés, para completar las provisiones y otros menesteres necesarios para el largo viaje. Ansay, como un favor de Balcarce y Mármol, pudo comprar una carretilla tirada por un caballo como medio de transporte y carga que le costó 45 pesos. Reiniciada la marcha dos días después llegaron a la guardia de Chascomús aunque se prohibió ingresar a ella. Ansay consiguió un permiso para hacer compras en el pueblo, para él y sus compañeros. Así pudo encontrar a muchos comerciantes de Buenos Aires que estaban confinados en ese lugar, algunos incluso con sus familiares.  
El 21 de noviembre llegaron a la estancia de Manuel Callejas, yerno de Mármol, donde intentaron aprovisionarse de carne salada. El dueño de la estancia les recomendó un cacique y dos indios para que les sirviera de guía e intérprete al que pagó con regalos, prometiendo otros más a la vuelta si cumplía lo acordado. Ansay valoró este gesto de Callejas como muy importante. Durante los días siguientes fueron encontrando las primeras tolderías de indígenas que iban comunicando a otras tribus sobre la marcha de la columna. El 6 de diciembre aparecieron de improviso unos 400 indios a caballo armados con lanzas, machetes, sables viejos y hachas. Estas fuerzas respondían al cacique Bravo que interpeló al cacique de Callejas sobre el destino de esa columna de 60 personas, algunas armadas, y cuatro carretillas que, si bien no le producían temor, sospechaba que marchaban a unirse con las fuerzas de Carmen de Patagones para luego, en alianza con tribus enemigas, iniciar acciones hostiles contra él. Después de una larga discusión y gracias a la intervención de un andaluz que vivía con los indios y la entrega de regalos, la columna pudo proseguir su marcha con el visto bueno del cacique Bravo que envió avisos a otras tribus para que los dejaran pasar. El 15 de diciembre llegaron al río Colorado. El paso demoró dos días porque al estar crecido se tuvo que construir balsas para cruzarlo. El agotamiento de las reservas de alimentos comenzó a afectar a los viajeros que tuvieron que pedir auxilio al comandante de Carmen de Patagones pero los que este envió llegaron en mal estado debido al calor. Finalmente, el 21 de diciembre, a medio día, ingresaron a su “destierro” después de 38 días de un viaje de unos mil kilómetros por un territorio que Ansay describió como “despoblado, sin caminos, por entre infieles y enemigos”.

### Estadía en prisión
Cuando Ansay llegó a Nuestra Señora del Carmen de Patagones, el poblado ya había logrado, desde su fundación en 1779, ocupar el espacio, poner en producción las tierras, establecer las relaciones interétnicas con los nativos y organizarse políticamente con cierta autonomía respecto del gobierno de Buenos Aires.
La tropa del fuerte estaba compuesta por veteranos, muchos de ellos con penas por faltas de disciplina. Abundaban los desertores que huían hacia las tolderías de la zona donde eran bien recibidos por los indígenas. Esta era otra faceta del complejo intercambio étnico que entre pobladores, la guarnición y los indígenas se producía en la periferia del fuerte.
El fuerte y prisión estaba al mando del flamante comandante Francisco Javier de Sancho, que había tomado posesión de su cargo el 15 de septiembre de 1810.
Desde que llegaron, Ansay, Torres y Harriet y Gómez de Liaño fueron atendidos con mucha dignidad y cordialidad por Sancho, que conocía a Ansay de antes por haber sido subalterno suyo en Buenos Aires. Los nuevos prisioneros fueron ubicados en aposentos especialmente preparados al efecto, bien ubicados y limpios. El comandante determinó que debían almorzar y cenar con él, juntos con otros invitados, siendo los gastos pertinentes distribuidos a prorrata. También lo debían acompañar cuando concurría a la iglesia o a fiestas. La relación con los pobladores del lugar se inició mediante unas cartas de recomendación que trajo Ansay dirigida a los vecinos de la época del virrey Vértiz.
Desde el primer día, Ansay y sus amigos consideraron que la forma más factible de fugarse del lugar era por mar, hacia Montevideo. A tal efecto debían contar con una nave que atracara en el puerto de Patagones, que reuniera las condiciones de navegabilidad incluso para llegar hasta Río de Janeiro si fuera necesario y que pudieran apoderarse de ella al mismo tiempo que lo hacían del fuerte.
Mientras pasaban los meses esperando esa oportunidad, Ansay se dedicó a poner en orden sus papeles, actualizó los registros de lo acontecido y escribió con Torres y Harriet y Gómez de Liaño un detallado itinerario del viaje desde Buenos Aires a Carmen de Patagones que sirvió de base al mapa que Fecit García publicó con fecha noviembre de 1811. También mantuvo una permanente comunicación con Callejas por intermedio del cacique Chorlaquín que actuaba de correo entre ambos y que llegó a Carmen de Patagones en los meses de marzo, mayo y septiembre de 1811, fecha en la que Ansay consideró que podía prescindir de ese servicio. De esta manera pudo mantenerse al tanto de lo que ocurría en Buenos Aires, Montevideo y el Alto Perú y mantener correspondencia con sus amigos incluso hasta con los de la lejana Mendoza. La noticia de que iban a ser enviados a Carmen de Patagones presos políticos de la revuelta de abril de 1811 y que algunos de estos habían participado en su propia condena alarmó a Ansay. Los cambios en las relaciones con Sancho que podía producir la presencia de estos nuevos prisioneros eran impredecibles, por lo que la noticia que trajo Chorlaquin de que el cacique Bravo no había permitido que esos prisioneros pasaran hacia Carmen de Patagones produjo un alivio en Ansay. No obstante, las relaciones con Sancho comenzaron a deteriorarse. Se lo convenció entonces de suspender los “almuerzos” a partir de diciembre de 1811, lo que se hizo con suma prudencia para no herir susceptibilidades.
Durante febrero y marzo de 1812, se fueron ultimando algunos detalles de la fuga. En primer lugar, se “sondeó los corazones” de los vecinos que estuvieran a favor del rey. La misma actividad se desarrolló entre los soldados y prisioneros. A tal efecto se contó con el inestimable apoyo del sargento Domingo Fernández, que se había hecho cargo del puesto de guarda almacén el 9 de octubre de 1810.
A los efectos de la fuga, entre abril de 1811 y enero de 1812 llegaron tres buques a Carmen de Patagones, de los cuales uno se descartó por muy pequeño, el otro por ser viejo y poco “velero” y el tercero, un bergantín inglés que reunía todas las condiciones, porque su capitán lo mantuvo, con prudente recelo, lejos del puerto.
En los primeros días de abril de 1812, atracó el buque inglés Amazonas. Traía dinero, 12 rollos de tabaco, 6 tercios de yerba mate del Paraguay y resmas de papel enviados por el gobierno de Buenos Aires. El barco era nuevo, “muy a propósito para nuestras miras”, según Ansay, por lo que puso rápidamente en marcha el plan elaborado, con el mismo secreto que tuvo desde el comienzo junto con Torres de Harriet y Gómez de Liaño.

### La fuga
El envío de dos prisioneros rumbo a Buenos Aires demoró el plan de escape hasta que esa partida se alejara lo suficiente del fuerte como para que nadie la pudiera alcanzar para avisar a la capital. El día 20 de abril de 1812, a las 9 de la noche, un grupo de 14 soldados se embarcaron en un bote y silenciosamente se acercaron al bergantín Amazonas y en total silencio se apoderaron de él. Al mismo tiempo, en la fortaleza, Fernández ingresó a la guardia y luego de conseguir la lealtad de los soldados al rey propuso a Ansay como comandante en lugar de Sancho, la que fue aceptada por estos. Ansay exigió personalmente de los soldados la misma subordinación. Una comitiva integrada por Torres, Gómez, Fernández y 4 soldados fueron a la casa del gobernador y detuvieron allí a Sancho, al ministro Azamor y al padre Acosta, los que fueron trasladados a las habitaciones preparadas para los desterrados del movimiento de abril de 1811 y que el cacique Bravo había impedido que llegaran al presidio. Al amanecer, los sorprendidos vecinos fueron citados a la comandancia donde se les comunicó las novedades y se les solicitó que firmaran libremente un escrito de adhesión a las nuevas autoridades. La aceptación fue general con pocas excepciones. Al día siguiente se celebró una misa con Tedeum, juraron las nuevas autoridades y la tropa, con descarga de fusilería y artillería. Sin perder tiempo comenzó la preparación del Amazonas para el viaje a Montevideo y adicionalmente se lo cargó con víveres para ayudar a esa ciudad sitiada.
El 23 de abril se produjo un firme planteo de los vecinos: estos manifestaron que estaban dispuestos a colaborar en todo lo necesario, pero pedían que Ansay debía permanecer en Carmen de Patagones como comandante hasta tanto las autoridades de Montevideo determinaran su reemplazante, caso contrario nadie podría abandonar el puerto. Aceptada esta exigencia, el 28 de abril, el barco abandonó el puerto rumbo a la barra del río Negro. Llevaba a bordo a Torres de Harriet, Gómez de Liaño, Fernández, las autoridades depuestas, algunos presos y como detenidos al capitán, piloto y marineros del Amazonas. Dos días después, pese a las buenas condiciones de viento y marea, el bergantín varó en la barra con riesgo de sufrir daños irreparables. El pueblo ayudó a descargar todo lo que llevaba para aliviarlo y sacarlo de esa condición. Sancho y sus acompañantes fueron ubicados en un rancho cercano a la playa. Este contratiempo implicó postergar el viaje hasta que las condiciones de marea y viento volvieran a ser favorables.
Doce días después, mientras se esperaban buenas condiciones para partir, llegó el rumor de la presencia de un buque de dos palos por la zona. Como pasaron tres días sin nuevas noticias, Ansay envió una patrulla a recorrer la costa. El 19 de mayo recibió la noticia de que en la bahía de Todos los Santos estaba anclado el queche Hiena, un bergantín de 15 cañones con 90 tripulantes. De dicha unidad habían descendido su segundo oficial y unos soldados para dirigirse a Carmen de Patagones, los que después de extraviarse fueron capturados por una patrulla de exploración. Con la firme decisión de apoderarse del Hiena se planificó un ardid que consistía en invitar a su capitán, el norteamericano Tomás Taylor, a Carmen de Patagones, hacer descender a la playa la mayor cantidad de marineros para capturarlos allí sorpresivamente mientras otro grupo, bajo el pretexto de conducir alimentos al barco, lo abordaba y apresaba al resto de los tripulantes. El 22 de mayo, el capitán Taylor llegó a la barra del río Negro y fue tomado prisionero y enviado a Carmen de Patagones. Al día siguiente, Torres y Harriet y Gómez de Liaño, uno en el barco y el otro en la playa, ejecutaron el resto del plan con gran entereza y valentía. De los 90 tripulantes, capturaron 72 marinos, 8 se pasaron de bando y 6 fallecieron. Las fuerzas de Ansay no tuvieron bajas. El 2 de junio el Hiena estuvo listo para partir desde la bahía de Todos los Santos. Iban a bordo: Sancho, Azamor, Acosta, Fernández y los ministros de Ansay. Con la ayuda técnica del capitán Taylor, el barco partió el día 9 y llegó a Montevideo el 13 de junio.
Durante el mes de junio y gran parte de julio de 1812, Ansay quedó solo al mando del fuerte. Desplegó una gran actividad: ordenó la fabricación de balas de plomo y cartuchos, reparó armas blancas y de fuego, cureñas, muelle, murallas e instalaciones del fuerte y hasta la iglesia. Con muy pocos hombres, pues los mejores fueron embarcados hacia Montevideo, controló a los 72 prisioneros del Hiena.
El 24 de julio llegó, proveniente de Montevideo, un buque menor, la sumaca San José y Animas, al mando del capitán catalán Tomás Torrens. Traía noticias del recibimiento del Hiena en Montevideo. Cinco días después llegó a la barra del río Negro el buque de guerra Aranzaza al mando del teniente de navío Manuel Borraz. Traía al teniente graduado de capitán Fernández como nuevo comandante del fuerte, tropas, municiones y un tren de artillería volante y la orden de auxiliar al Amazonas y custodiar a Ansay hasta Montevideo. El 1.º de agosto Ansay entregó el mando.
El 17 de agosto Ansay se despidió de los pobladores de Carmen de Patagones y se embarcó en la zumaca rumbo a la barra. Mientras esperaba allí las condiciones favorables para partir, el 26 de agosto se produjo un intento de sublevación de los prisioneros del Hiena embarcados en el Aranzaza, que terminó en el fusilamiento de los cabecillas, el contramaestre y el piloto del Hiena. Al día siguiente, el 27 de agosto de 1812, partió Ansay en la zumaca escoltada por el buque de guerra. El 7 de septiembre, a las 9 de la mañana, llegó a Montevideo. Estuvo en Carmen de Patagones 615 días, 486 como prisionero y 103 como comandante del fuerte.

## En Montevideo
El gobernador Gaspar de Vigodet nombró a Ansay Comandante de la fortaleza del Cerro. Pero la situación de la ciudad era preocupante: pasaban los meses, y el sitio que llevaba adelante el ejército independentista de José Rondeau no se aliviaba. Las frecuentes salidas que hacía Ansay a las afueras, para capturar ganado con el cual alimentar la ciudad, eran cada vez más inútiles. Finalmente, a principios de mayo de 1814, la flota porteña derrotó a la realista en la Campaña Naval de 1814 y cerró el cerco de la ciudad por mar.
Vigodet rindió Montevideo en junio de 1814. Ansay fue tomado prisionero y enviado a Buenos Aires, con otros 300 prisioneros españoles. De allí pasó a Río Cuarto y a Córdoba, en un viaje con muchas escalas de varias semanas cada una. El 4 de marzo de 1817 llegó a Córdoba, donde se enteró de que Chile, su última esperanza, acababa de caer en manos independentistas.

## Un campo de concentración en medio de la pampa
Hasta el año 1814, la frontera sur llegaba oficialmente hasta el río Salado, a unos 200 kilómetros de Buenos Aires. A partir de esa fecha comenzaron diversas formas de apropiación y ocupación de territorios más allá de ese río, ya sea en forma privada por medio de estancias cuyos propietarios usaron a los indios que poblaban la zona como peones, ya sea con instalaciones militares a cargo del gobierno. Una de ellas fue la guardia sobre la laguna Kakel Huincul, hoy partido de Maipú, cuya función era proteger las estancias ante posibles incursiones de indígenas y bandoleros que robaban el ganado. En febrero de 1816, esa guardia se reforzó con un cuerpo de Blandengues de la Frontera. En 1817, hacia el norte, cercana a las llamadas Islas de Tordillo, el gobierno, siguiendo una práctica borbónica que había sido exitosa en la frontera chaqueña del Tucumán, estableció un presidio llamado Las Bruscas o Santa Elena, fundó un pueblo cercano, la actual Dolores, y una “estancia de la patria” para aprovisionar de alimentos al presidio y en la que trabajarían los prisioneros del mismo.
Las Islas del Tordillo eran unos montes al este de la actual Dolores, donde funcionaban varios hornos de carbón que abastecían a Buenos Aires. La zona era refugio de desertores, criminales y perseguidos por la justicia bajo la protección “de la siniestra conducta denigrante” del teniente coronel graduado Francisco Ramírez, propietario de los hornos, que los usaba como operarios. Pesaban sobre él la acusación de robar ganado de las estancias vecinas para consumo en las carboneras y de enviar cuero y sebo, ocultos en las carretas que transportaban carbón, para su venta en Buenos Aires, trayendo de retorno mujeres para los prostíbulos.
El plan del gobierno de concentrar progresivamente en Las Bruscas los prisioneros provenientes de la Banda Oriental, Chile y Perú, dispersos por las provincias y la capital, no se efectivizó de manera coordinada. Cuando comenzaron los trasladados, el responsable del presidio, el capitán Juan Navarro, nombrado el 8 de abril de 1817, al no contar con las instalaciones necesarias para la vigilancia, tuvo que repartirlos provisoriamente entre cuatro estancias cercanas donde fueron custodiados por escasos milicianos. Los primeros prisioneros arribaron al “depósito” recién en julio de 1817 y según las listas elaboradas mensualmente por Navarro, recién alcanzaron los 487 individuos presentes en abril de 1818.
Ansay partió de Córdoba el 8 de junio de 1817 con 36 prisioneros más. Después de llegar a la guardia de Luján, la columna siguió la línea de guardias de Navarro, Lobos, Monte, Ranchos y Chascomús. Tras cruzar el río Salado, el 17 de julio, llegaron a la estancia de Carmona, unos 10 kilómetros antes de Las Bruscas, donde fueron alojados. Recién el 22 de septiembre, es decir, 67 días después, Ansay llegó finalmente a lo que llamó el “bruscal depósito”.
En realidad, no era difícil escapar de Las Bruscas, un fortín hecho de palos "a pique" y paredes de tierra apisonada. Lo difícil era llegar a algún lado: las lagunas y bañados que la rodean forman una especie de inmenso laberinto, de cientos de kilómetros de radio. A cinco leguas estaba el río Salado con pocos lugares de paso seguro. Y por último estaban los indígenas, desertores y delincuentes, poco inclinados en general a la clemencia con los viajeros solitarios. No obstante, la permanente preocupación de las autoridades del "depósito de prisioneros" fue la fuga de los prisioneros y deserción de los guardias. Cada uno de los presos tuvo que levantar su rancho y, durante tres años, los sufrimientos y carencias que padecieron fueron terribles.
A pesar de cientos de pedidos de que lo trasladaran a Buenos Aires, no lo logró hasta mayo de 1820. En la capital reinaba el caos más absoluto, en medio de la llamada "Anarquía del Año XX: cuando llegó, el gobernador ya no era quien lo había autorizado. En octubre, aprovechando el motín del coronel Manuel Pagola, logró huir a través del Río de la Plata y llegó a Colonia del Sacramento.

## Regreso y posteridad
La Banda Oriental estaba en manos portuguesas, de modo que no tuvo problemas en conseguir viaje de regreso a España. Pasó por Montevideo, Río de Janeiro, Cádiz y Madrid. Finalmente llegó a su Zaragoza natal, donde esperaba recibir algún tipo de reconocimiento oficial, pero el gobierno del Trienio Liberal no le dio ninguno.
Tras la restauración absolutista del rey Fernando VII escribió unas memorias de sus aventuras para el ministerio de guerra. Inicialmente era un simple relato militar de su carrera, pero con el correr de su escritura lo fue transformando en un relato casi literario de sus desventuras desde la Revolución de Mayo. Resultaron ser una de las pocas fuentes históricas para saber qué se hizo de los prisioneros realistas que fueron cayendo en manos de los patriotas americanos. Fueron publicadas mucho más tarde, y son casi la única fuente para saber algo de la vida de Faustino Ansay.
Murió en Zaragoza en la década de 1840.

## En la literatura
La vida y las ideas de Ansay fueron interpretadas por Martín Caparrós en su novela Ansay, o los infortunios de la gloria (1984).